# Josef Knapp (Kirchenmusiker)

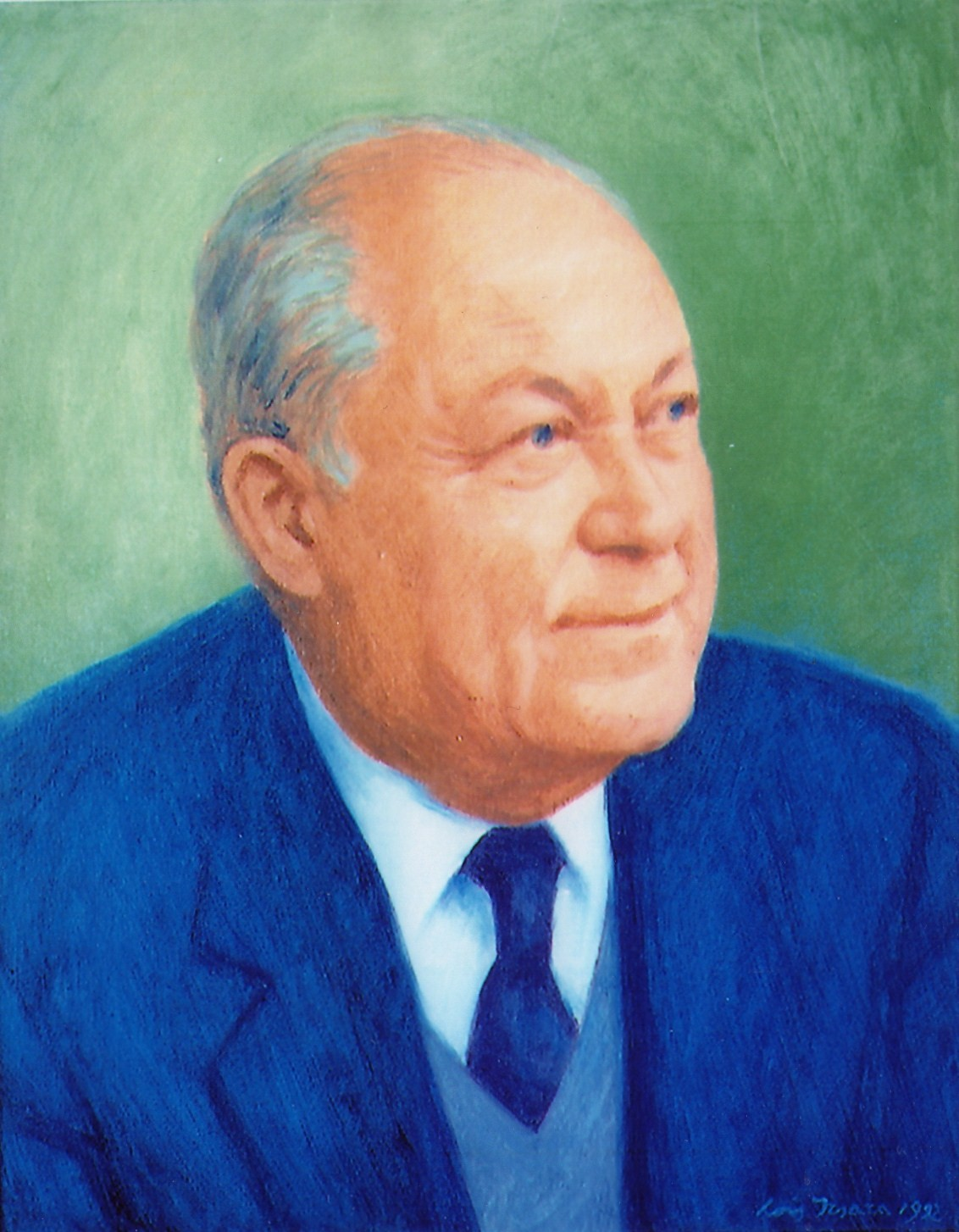
Porträt von Professor Josef Knapp

Josef Knapp (* 9. Februar 1921 in St. Lorenzen; † 4. Februar 2014 ebenda) war ein aus Südtirol stammender italienischer Kirchenmusiker und Komponist.

## Leben
Josef Knapp wurde 1921 in St. Lorenzen im Pustertal geboren. Nach dem Gymnasium – Lyzeum im Vinzentinum in Brixen – und dem philosophisch-theologischen Studium wurde er am 29. Juni 1944 in Brixen zum Priester geweiht. Während der Studienzeit waren Alfons Maister, Pius Goller, Alfons Frontull, Angelo Alverà, Josef Gasser und später Oswald Jaeggi seine Musiklehrer. Nach dem Studium der Musica sacra am Bozner Konservatorium besuchte er noch viele Schulungskurse bei namhaften Meistern im Ausland.
Seine musikalische Tätigkeit entfaltete er zuerst als Chorleiter in der Stadtpfarrkirche von Bruneck, wo er zwischen 1944 und 1950 als Kooperator wirkte. Anschließend war er von 1950 bis 1974 als Musikprofessor am Vinzentinum Brixen tätig; zugleich war er Lehrer und später Leiter der Diözesanen Kirchenmusikschule (bis 1987) sowie von 1975 bis 1989 Professor an der Philosophisch-Theologischen Hochschule (mit Priesterseminar) und von 1974 bis 1990 Domkapellmeister in Brixen.
Professor Knapp war von 1953 an Mitglied der Diözesankommission für Kirchenmusik und von 1958 bis 1980 Präsident dieser Kommission. Seit 1956 hatte er das Amt des Diözesanpräses des Allgemeinen Cäcilienverbandes inne. Er war maßgeblicher Mitarbeiter bei der Herausgabe des diözesanen Gebet- und Gesangbuchs „Unser Gotteslob“ (für die deutschsprachigen Regionen der Diözesen Trient und Bozen-Brixen, 1964) und später Mitglied der Hauptkommission und der Subkommission „Lieder“ für das 1975 erschienene Einheitsgesangbuch „Gotteslob“. Seine Melodie zu Psalm 42 und 43 Sehnsucht nach dem lebendigen Gott ist im Gotteslob 2013 unter der Nr. 42 aufgenommen.
Seit Herbst 1990 befand er sich im Ruhestand. Im Jahr 1973 wurde er mit der Orlando-di-Lasso-Medaille des Allgemeinen Cäcilienverbandes ausgezeichnet; 1979 wurde ihm das Verdienstkreuz des Landes Tirol verliehen.

## Quelle
- Brixner Initiative Musik und Kirche, Programmheft Symposion "Musik und Liturgie" 1993